# Eucalyptus crenulata
Eucalyptus crenulata, comúnmente conocido como el eucalipto Buxton (Buxton gum) o eucalipto de plata (silver gum), es una especie de eucalipto endémico del valle del Río Acheron en Victoria en Australia. 

## Descripción
Es un pequeño árbol con denso follaje que raramente excede los 8 metros de altura.  Tiene las hojas glaucas verde-azulosas con los márgenes crenulados. La especie está enlistada como "amenazada" en Victoria

## Taxonomía
Eucalyptus crenulata fue descrita por Blakely & Beuzev. y publicado en Contributions from the New South Wales National Herbarium 1: 37. 1939.
Etimología
Eucalyptus: nombre genérico que proviene del griego antiguo: eû = "bien, justamente" y kalyptós = "cubierto, que recubre". En Eucalyptus L'Hér., los pétalos, soldados entre sí y a veces también con los sépalos, forman parte del opérculo, perfectamente ajustado al hipanto, que se desprende a la hora de la floración.
crenulata: epíteto latíno que significa "crenado, con pequeños dientes redondeados".